# Силвейра, Гонсало да
Гонсало да Силвейра (порт. Gonçalo da Silveira; 23 февраля 1526 года Алмейрин, Королевство Португалия — 6 марта 1561 года, Н’Панде, Мономотапа) — португальский иезуит, миссионер. Первый португалец, проживавший на территории современного Зимбабве. Занимался распространением христианства в Южной Африке, где был казнён через удушение по приказу правителя Мономотапы.

## Биография

### Происхождение
Гонсало да Сильвейра родился в городе Алмейрин, в Португалии. Он происходил из дворянского рода. Был десятым ребенком дона Луиша да Силвейры, 1-го графа Сортельи, и доньи Беатрис Коутиньо, дочери дона Фернанду Коутиньо, маршала Португалии. Потерял родителей в младенчестве, его воспитывала сестра Филипа де Вильена и ее муж, маркиз Тавора.

### Образование
Сильвейра получил образование в францисканском монастыре Санта-Маргарида. В 1542 году он отправился для дальнейшего обучения в Университет Коимбры, но пробыл там немногим больше года. После этого отец Мирон, ректор иезуитского колледжа в Коимбре, принял его в Иезуиты.

### Миссонерская деятельность
В 1555 году Сильвейра был назначен настоятелем провинции Индии. Это назначение было одобрено самим Игнатием де Лойолой за несколько месяцев до его смерти. Срок прибывания Гонсало в Индии длился три года.
Следующий провинциальный приор Антониу Куадрос, отправил Сильвейру в Юго-восточную Африку. Высадившись в Софале 11 марта 1560 года, да Силвейра проследовал в Отонгве возле мыса Коррентиш. Там в течение семи недель своего пребывания он обучил и крестил вождя племени макаранги Гамбу и около 450 его подданных. К концу года он отправился вверх по реке Замбези в своей экспедиции в столицу Мономотапы, крааль Н’Панде. Он прибыл туда 26 декабря 1560 года и оставался там до самой смерти. В этот период он крестил короля и большое количество его подданных.

### Смерть
Прибывшие ко двору правителя Мономотапаы арабские купцы были недовольны усилением влияния христиан в этой стране. По наущению своего имама они оговорили проповедника перед королем, по приказу которого Сильвейру задушили в его хижине.

## Память
В 1569—1572 годах Франсишку Баррету возглавил португальскую экспедицию в Мономотапу, чтобы отомстить за убийство Сильвейры. Не достигнув своей цели, португальские солдаты были вынуждены вернуться назад. После смерти Гонсало да Сильвейры из-за отсутствия миссионеров для продолжения его работы распространение христианства на территории Мономотапы остановилось.
Иезуитский центр социальной справедливости и развития, расположенный в Чишаваша, в 22 км от центрального района столицы Зимбабве Хараре, был назван в его честь.